# Carrer del Mar (Llabià)
El Carrer del Mar és una via pública gòtica de Llabià, al municipi de Fontanilles (Baix Empordà) inclosa a l'Inventari del Patrimoni Arquitectònic de Catalunya.

## Descripció
Carrer estret medieval format per cases mitjaneres gòtiques al voltant de l'església. S'hi observen molts detalls (portes i finestres) que daten al carrer de medieval.
Totes les cases estan construïdes amb pedra i morter de calc i cobertes a dues aigües fetes amb teules . la major part de les cobertes han estat restaurades.